# Ketu
Ketu (dewanagari केतु) – planeta w systemie astrologicznym, dźjotisz.
Ketu – w mitologii wedyjskiej Ketu to ciało demona Rahu bez głowy.
Ketu – w astrologii i astronomii południowy węzeł księżycowy. W systemie dźjotisz odpowiada dziewiątej planecie, uważanej za sprawcę zaćmień Słońca i Księżyca. Ruch tej niewidocznej planety jest zawsze wsteczny. Planeta ta obdarza dźńaną - mądrością oraz duchowym wglądem w rzeczywistość.
W swojej astrologicznej naturze podobny jest do Marsa, jednak w przeciwieństwie do niego Ketu jest korzystny.